# Relaciones México-Sudáfrica
Los Estados Unidos Mexicanos y la República de Sudáfrica establecieron relaciones diplomáticas en 1993. Las relaciones bilaterales entre ambas naciones se han caracterizado por un buen nivel de diálogo político y por el reconocimiento mutuo del liderazgo e involucramiento que ejercen ambos países en sus respectivas regiones.
Ambos forman parte del Grupo de los 20, G24 y de la Organización de las Naciones Unidas.

## Historia

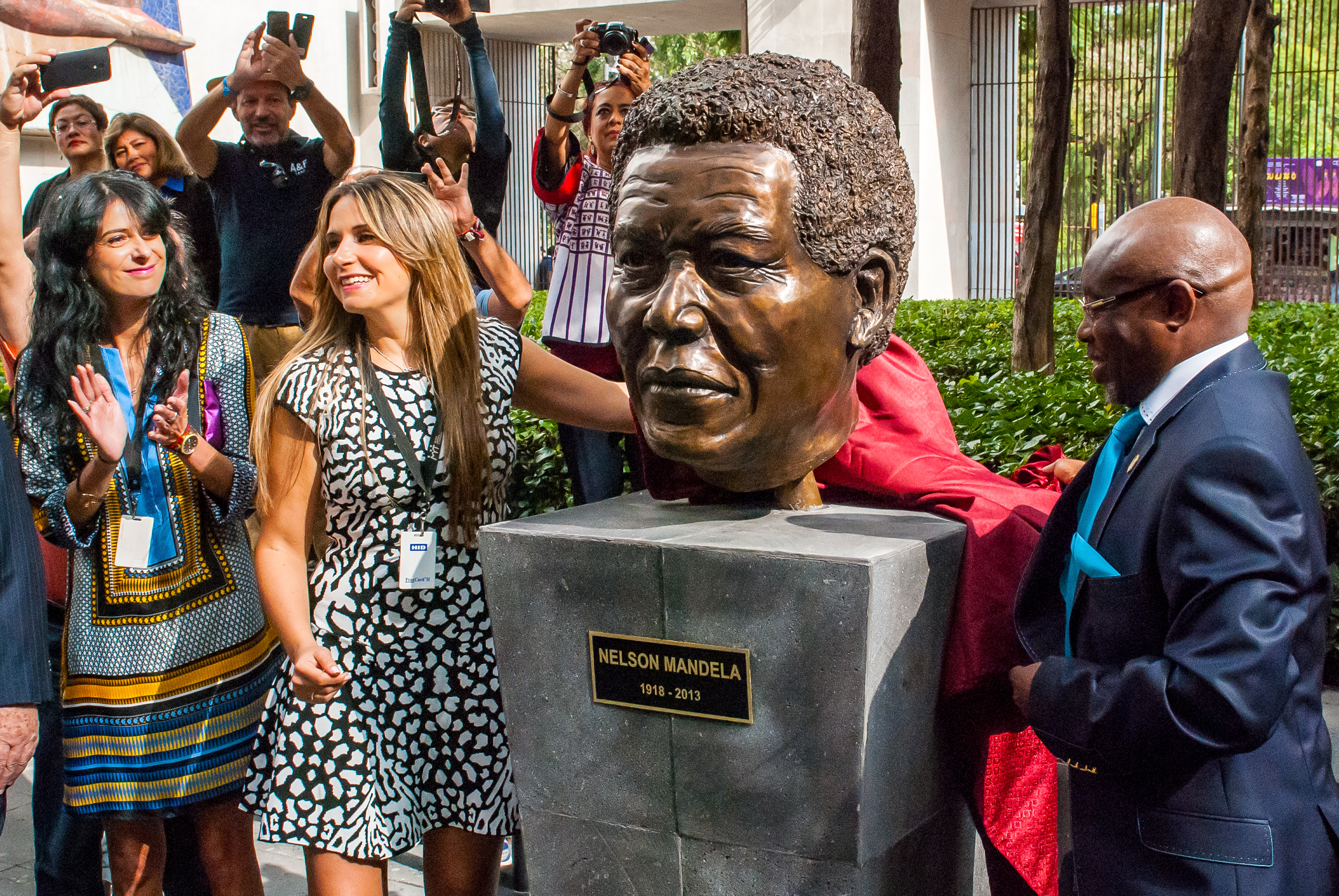
Develación de busto de Nelson Mandela en el Museo Memoria y Tolerancia de la Ciudad de México; 2014.

Antes de la segunda guerra bóer, en 1903 aproximadamente 37 familias afrikáneres emigraron al estado norteño mexicano de Chihuahua, siendo una de ellos Benjamin Johannes Viljoen, donde vivió en la Hacienda Humboldt por un tiempo. Viljoen luego lucharía junto al presidente mexicano Francisco I. Madero durante la Revolución mexicana.
Después de la creación de la Unión Sudafricana, México abrió un consulado honorario en la Ciudad del Cabo en 1930. Desde la implementación oficial de apartheid por el gobierno sudafricano; México se opuso a la política de apartheid de Sudáfrica antes las Naciones Unidas. México también se opuso a la intervención y las intervenciones militares por Sudáfrica en Angola, Namibia y en Rodesia (hoy en día Zimbabue). En 1968, Sudáfrica no fue invitada a participar en los Juegos Olímpicos de Verano celebrados en la Ciudad de México.
En 1974, México cerró su consulado honorario en Ciudad del Cabo. En 1976, México ratificó a la Convención Internacional sobre la Eliminación de todas las Formas de Discriminación Racial que implicaba el compromiso de no mantener relaciones económicas, financieras, comerciales, deportivas y turísticas con Sudáfrica.
De 1980–1981, México fue miembro no permanente en el Consejo de Seguridad de las Naciones Unidas. Mientras estaba en el consejo, México votó a favor de Resolución 475 del Consejo de Seguridad de las Naciones Unidas condenando los continuos ataques a Angola por parte de Sudáfrica a través del África del Sudoeste (hoy en día Namibia) ocupada. En 1985, durante una reunión de la ONU para Namibia en Viena, México solicitó sanciones completas contra el gobierno sudafricano.
En 1991, Nelson Mandela, jefe del Congreso Nacional Africano, visitó México durante su gira por naciones latinoamericanas. Durante su visita, Mandela se reunió con el presidente Carlos Salinas de Gortari.
El 27 de octubre de 1993 ambas naciones establecieron formalmente relaciones diplomáticas. En 1994 ambas naciones establecieron una misión diplomática en las capitales de cada una, respectivamente. En 1999, la secretaria de Relaciones Exteriores de México, Rosario Green, viajó a Sudáfrica para asistir a la toma de posesión del presidente Thabo Mbeki.
En 2002, el presidente Mbeki realizó una visita a México para asistir al Consenso de Monterrey y se reunió con el presidente Vicente Fox. Ese mismo año, el presidente Fox hizo una visita a Sudáfrica. En junio de 2010, el presidente mexicano Felipe Calderón realizó una visita a Sudáfrica para asistir a la Copa Mundial de Fútbol de 2010 y se reunió con el presidente Jacob Zuma. En noviembre de 2010, el presidente Zuma realizó una visita a México para asistir a la Conferencia de las Naciones Unidas sobre el Cambio Climático de 2010 en Cancún. En 2012, el presidente Zuma realizó una segunda visita a México para asistir a la Cumbre del G-20 de Los Cabos.
En diciembre de 2013, el presidente mexicano Enrique Peña Nieto visitó Sudáfrica para asistir al funeral de Nelson Mandela. En 2015, el presidente adjunto de Sudáfrica Cyril Ramaphosa visitó México para asistir a la Cumbre de la Alianza para el Gobierno Abierto. Durante su estancia en México, Ramaphosa visitó con el presidente Peña Nieto y conversaron sobre la consolidación de las relaciones políticas, económicas y comerciales bilaterales entre ambos países.
En agosto de 2023, el viceministro Relaciones Internacionales y Cooperación de Sudáfrica, Alvin Botes, realizó una visita a México para asistir a la Tercera Reunión del Mecanismo de Consulta sobre Asuntos de Interés Mutuo entre ambas naciones, copatrocinada con su homóloga, Carmen Moreno Toscano. Ese mismo año, ambas naciones celebraron 30 años de relaciones diplomáticas.

## Vistas de alto nivel

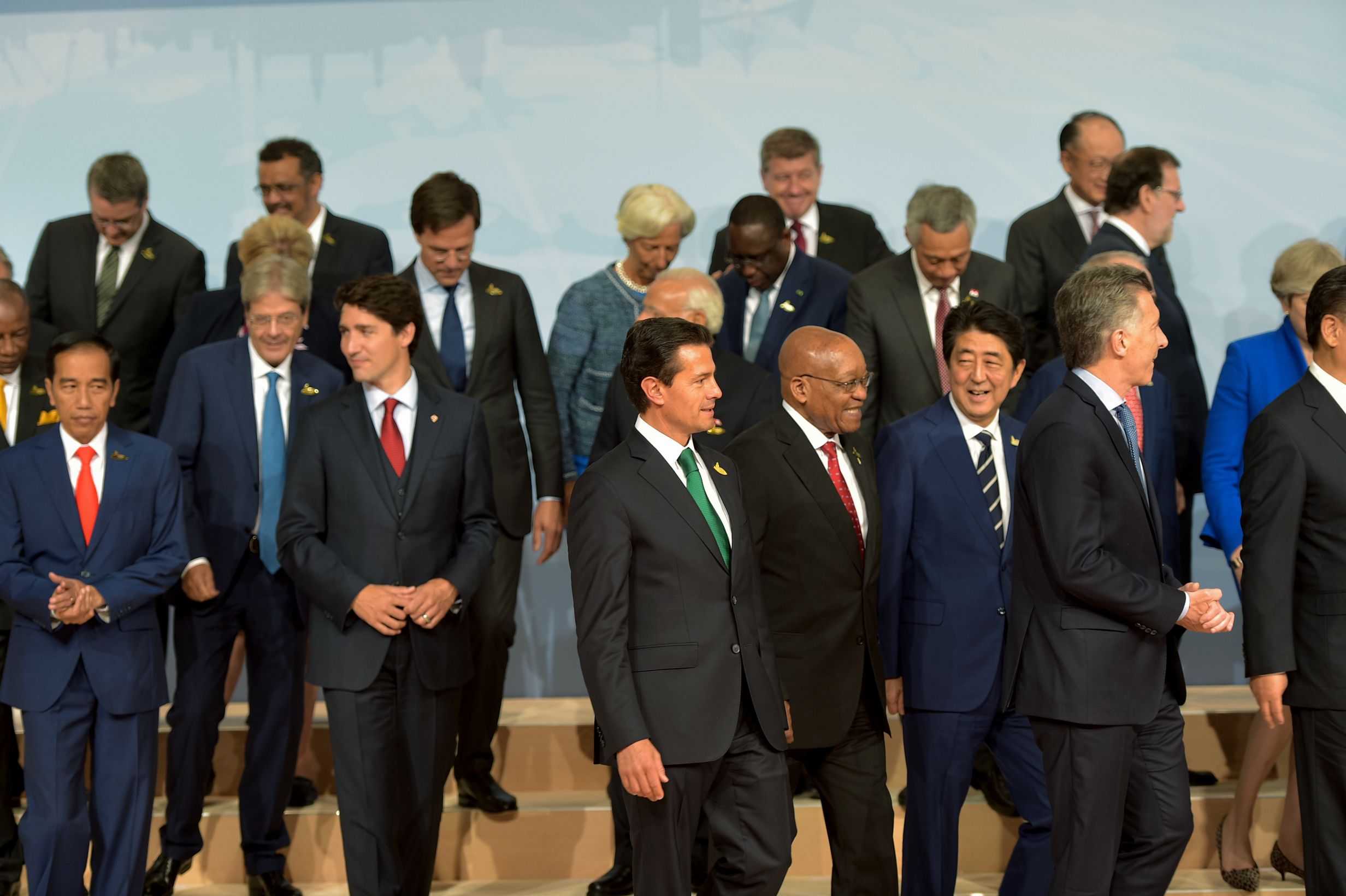
El presidente Enrique Peña Nieto y el presidente Jacob Zuma en la Cumbre del G20 en Hamburgo, Alemania; julio de 2017.

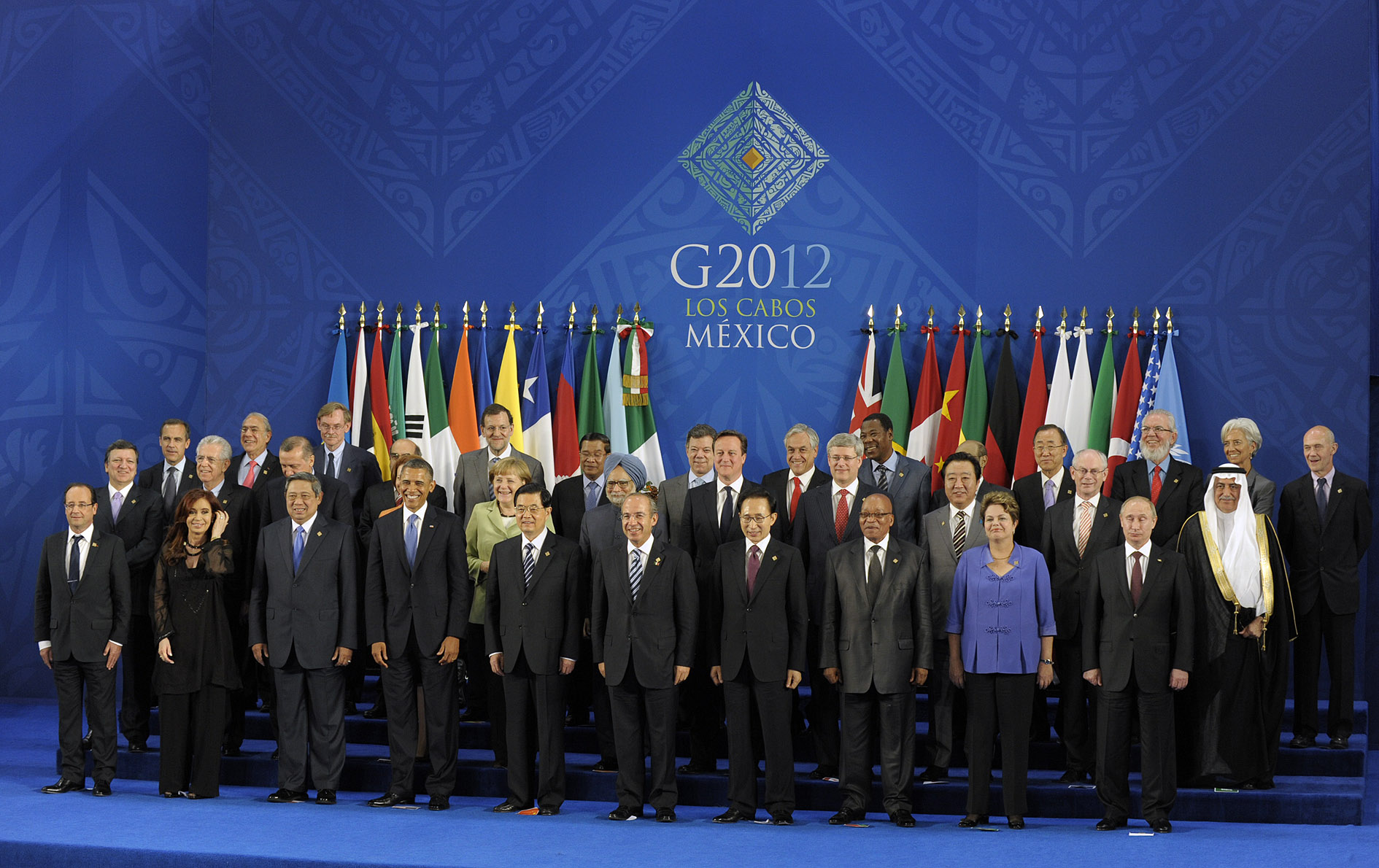
El presidente Felipe Calderón y el presidente Jacob Zuma en la Cumbre del G20 en Los Cabos, México; junio de 2012.

Visitas de alto nivel de México a Sudáfrica
- Subsecretaria de Relaciones Exteriores Carmen Moreno Toscano (1998)
- Secretaria de Relaciones Exteriores Rosario Green (1999)
- Presidente Vicente Fox (2002)
- Secretaria de Relaciones Exteriores Patricia Espinosa (2009)
- Presidente Felipe Calderón (2010)
- Presidente Enrique Peña Nieto (2013)
- Secretario de Relaciones Exteriores José Antonio Meade (2017)
- Subsecretario de Relaciones Exteriores Julián Ventura Valero (2019)

Vistas de alto nivel de Sudáfrica a México
- Jefe del Congreso Nacional Africano Nelson Mandela (1991)
- Presidente Thabo Mbeki (2002)
- Vicepresidenta Phumzile Mlambo-Ngcuka (2008)
- Presidente Jacob Zuma (2010, 2012)
- Primer Ministro Maite Nkoana-Mashabane (2010)
- Presidente adjunto Cyril Ramaphosa (2015)
- Viceministro Relaciones Internacionales y Cooperación Alvin Botes (2023)

## Acuerdos bilaterales
Ambas naciones han firmado varios acuerdos bilaterales como el Acuerdo General de Cooperación (1998); Memorándum de Entendimiento para el Establecimiento de un Mecanismo de Consulta en Asuntos de Interés Mutuo (2001); Acuerdo de Cooperación Cultural (2004); Acuerdo de Cooperación Técnica en Materia de Desarrollo Social (2006); Acuerdo de Cooperación y Conservación de Especies entre el Zoológico de Chapultepec de la Ciudad de México y el Jardín zoológico nacional de Sudáfrica en Pretoria (2007); Acuerdo para Evitar la Doble Tributación y Prevenir la Evasión Fiscal (2009); Memorándum de Entendimiento para el Establecimiento de una Comisión Binacional (2009); Acuerdo de Cooperación Científica y Tecnológica (2011); Memorándum de Entendimiento para el Establecimiento de un Mecanismo de Consulta en Asuntos de Interés Mutuo (2011); Tratado de Extradición (2014); Tratado de Asistencia Jurídica Mutua en Materia Penal (2013); Memorándum de Entendimiento sobre la Cooperación Turística entre la Secretaría de Turismo de México y el Departamento de Turismo de Sudáfrica (2014); Memorándum de Entendimiento entre Bancomext de México y la Corporación de Seguro de Crédito a la Exportación de Sudáfrica (2014); Memorándum de Entendimiento sobre Servicios Aéreos (2016); y un Acuerdo de Cooperación entre la Universidad Nacional Autónoma de México y la Universidad del Witwatersrand de Sudáfrica para la creación de un Centro de Estudios Mexicanos en la Universidad del Witwatersrand (2017).

## Comercio
En 2023, el comercio total entre las dos naciones ascendió a $1.2 mil millones de dólares. Las principales exportaciones de México a Sudáfrica incluyen: teléfonos y teléfonos móviles, máquinas de procesamiento de datos, maquinaria para la agricultura, partes y accesorios para vehículos de motor, productos químicos, llantas de caucho, herramientas, aparatos médicos, pescado, pimienta y alcohol. Las principales exportaciones de Sudáfrica a México incluyen: aluminio y níquel en bruto, vehículos de motor para el transporte de mercancías, maquinaria y aparatos mecánicos, minerales, productos químicos, papel, pieles, maíz, semillas, frutas y nueces.

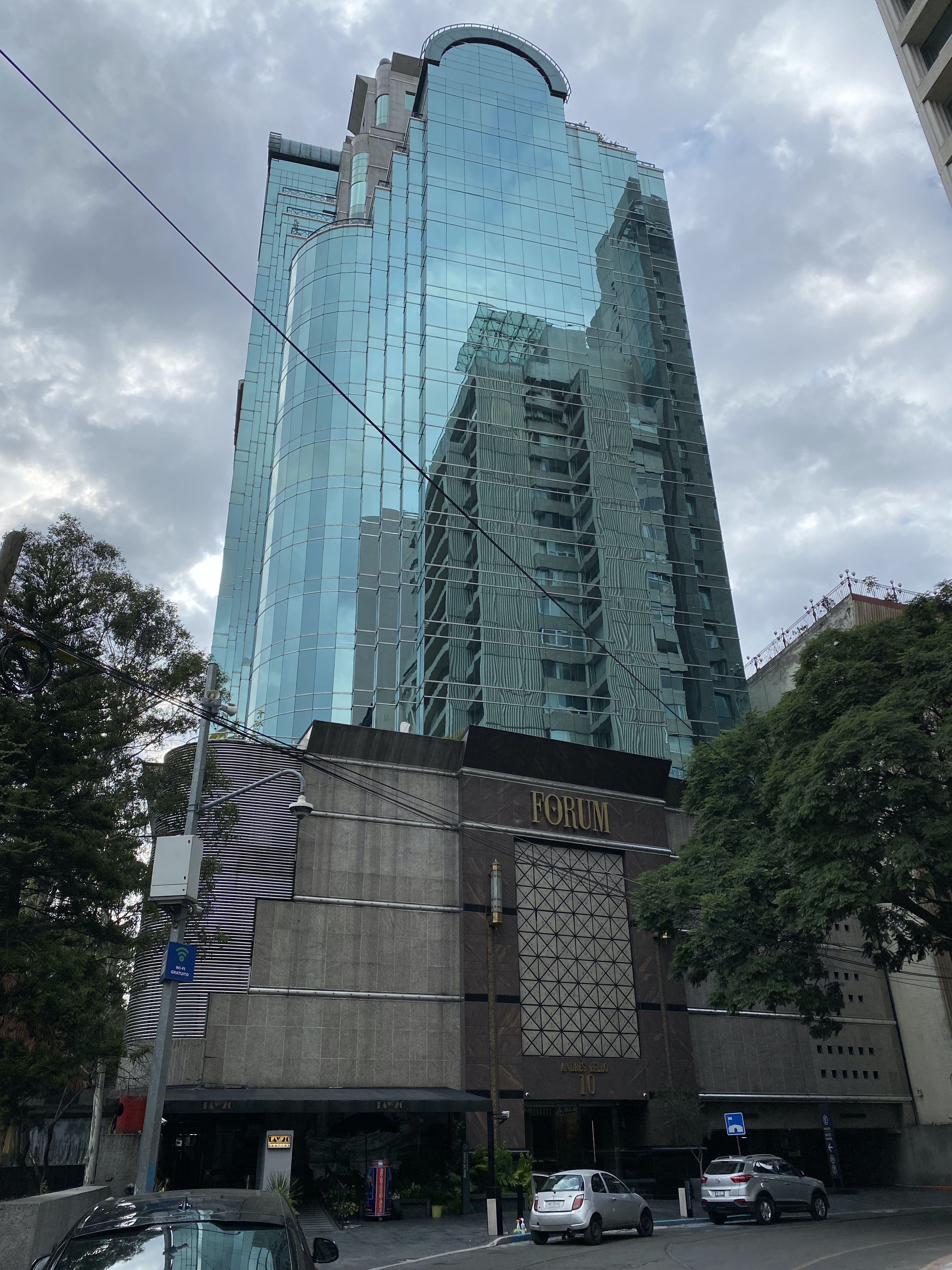
Edificio alojando a la Embajada de Sudáfrica en la Ciudad de México

Empresas multinacionales mexicanas como Cosmocel, Grupo Bimbo, Gruma y KidZania (entre otras) operan en Sudáfrica. Empresas multinacionales sudafricanas como Aspen Pharmacare, Dimension Data, Master Drilling, Naspers y Sappi; operan en México.

## Misiones diplomáticas residentes
- México tiene una embajada en Pretoria.[17]
- Sudáfrica tiene una embajada en la Ciudad de México.[18]